# Veldbus
Een veldbus is een industriële, digitale bus voor realtime en gedistribueerde besturing van machineparken en processen.
Een typisch proces moet gegevens uitwisselen tussen sensoren, Programmable Logic Controllers (PLC), stuurcomputers, actuatoren, interface naar de operator, enzovoort. Een veldbus zorgt voor een storingsvrije en deterministische communicatie. De technologie werd in de jaren 80 ontwikkeld, om de op dat ogenblik nog voornamelijk analoge communicatie te vervangen door een digitaal alternatief. Sinds 1999 is een standaardisatie aan de gang, binnen IEC 61158 norm: "Digital data communication for measurement and control—Fieldbus for use in industrial control systems".

## Standaarden
Er is een grote variëteit aan standaarden voor veldbussen, die echter niet onderling compatibel zijn en vaak ook verschillende nadruk op functionaliteit hebben:
- AS-Interface (ASI-bus, aan-uit schakelsignalen)
- BACnet
- Capi2
- CC-Link
- CAN
- DeviceNet
- EtherCAT
- Ethernet/IP
- Foundation Fieldbus (processignalen)
- HART Protocol (processignalen) (niet echt een veldbus, Hart werkt volgens een ander protocol dan de veldbussen)
- LonWorks
- Modbus
- Netbus
- Interbus
- Profibus (verschillende varianten)
- Profinet
- SafetyNET
- SERCOS Interface